# Filozofsko-teološki institut Družbe Isusove
]]
Filozofsko-teološki institut Družbe Isusove (FTI) je isusovačka, katolička  visokoškolska ustanova u Zagrebu za studij filozofije i teologije.

## Povijest

### Filozofski institut
Nakon prvog svjetskog rata, novouspostavljena provincija Družbe Isusove na ovim prostorima sa sjedištem u Zagrebu započinje Filozofski studij 1920. – 1922. za studente iz Družbe Isusove. 
U rujnu 1937. osniva se Filozofski institut Družbe Isusove u Zagrebu, Jordanovac 110, s trogodišnjim studijem, potpuno uređen prema Apostolskoj konstituciji Deus scientiarum Dominus i Ratio Studiorum Družbe Isusove propisanim za licencijat iz filozofije na filozofskim fakultetima. Iako Filozofski institut nije mogao formalno podjeljivati akademskih stupnjeva, ipak se u praksi njegov studij priznavao na crkvenim fakultetima za daljnji studij i postizavanje doktorata.
Rad Filozofskog instituta nije se odonda prekinuo, formirajući više stotina mladih ljudi, osobito isusovaca, u filozofskoj kršćanskoj refleksiji i pridonoseći svojom višestrukom aktivnošću istraživanju i širenju filozofske misli.

### Teološki institut
Redoviti studij teologije – koji je slijedio prema isusovačkoj formaciji nakon studija filozofije i dvogodišnje prakse – redovito se obavljao na isusovačkim učilištima u inozemstvu. Zbog rata i poratnih godina odlazak u inozemstvo bio je onemogućen pa isusovački skolastici obavljaju studij teologije na Katoličkom bogoslovnom fakultetu u Zagrebu. Taj studij teologije nije zadovoljavao curriculum studija propisan prema isusovačkom Ratio Studiorum pa isusovački skolastici, studenti teologije polaze dodatnu nastavu iz teologije u isusovačkoj rezidenciji u Palmotićevoj ulici. Dozvolom generalne isusovačke uprave iz Rima godine 1954. osnovan je i Teološki institut s četverogodišnjim studijem teologije za isusovačke studente teologije. 

### Filozofsko-teološki institut  (FTI)
Godine 1963. Filozofski institut (osnovan 1937) i Teološki institut (osnovan 1954) spajaju se u jedinstvenu instituciju koja ubrzo dobiva naziv Filozofsko-teološki institut Družbe Isusove u Zagrebu. Iako Filozofski institut djeluje zajedno s Teološkim studijem unutar Filozofsko-teološkog instituta Družbe Isusove, svaki od njih i dalje djeluju potpuno odijeljeno i neovisno prema svojim programima kako je bio i običaj na isusovčkim učilištima.
Nakon obnove crkvenih studija po novim normama Crkve u duhu Drugog vatikanskog sabora, počinje se s prihvaćanjem neisusovačkih studenata (svećeničkih kandidata i laika). Filozofski studij od g. 1970. s trogodišnjeg studija prelazi na dvogodišnji studij filozofije za postizanje bakalaureata iz filozofije, i po programu prvog stupnja crkvenih filozofskih fakulteta, te ga kao takva isti fakulteti priznaju. 
Sveta kongregacija za katolički odgoj i formalno priznaje tu aktivnost Filozofsko-teološkog instituta te obadva affilira Papinskom sveučilištu Gregoriana (PUG). Prvo je Teološki studij 1981. godine affiliran  Teološkom fakultetu PUG-a, a 1983. godine je Filozofski institut affiliran Filozofskom fakultetu PUG-a.  Tim pridruživanjem studenti Instituta dobivaju pravo na završetku studija stjecati diplome filozofije i teologije s Papinskog sveučilišta Gregoriana. 
Povoljnim razvojem Filozofskog studija, povećanjem zanimanja i broja studenata te promjenama društvenih prilika vatikanska Kongregacija za katolički odgoj zbog rada i napretka Filozofskog studija skupa s potrebama i nadom mjesne Crkve svojim je dekretom od 31. srpnja 1989. spomenuti Filozofski studij podigla je na razinu Filozofskog fakulteta »sui iuris« s pravom podjeljivanja akademskih stupnjeva iz filozofije u ime i ovlašću Svete Stolice. 
Time zapravo prestaje ustroj Filozofsko-teološkog instituta (FTI) kao zajedničke obrazovne institucije jer je ga novoosnovani fakultet nadrastao, i danas se zove Fakultet filozofije i religijskih znanosti.

## Djelovanje Filozofsko-teološkog instituta (FTI-a)
Prvotni Filozofski institut te Filozofsko-teološki institut nisu ostali samo na razini nastavno-obrazovne institucije, nego su se članovi Instituta uvijek bavili i znanstveno-istraživačkim radom: pisali su i izdavali knjige s područja filozofije i teologije, izdavali časopis Život, održavali tribine i simpozije i na druge načine promicali filozofsku, teološku i općereligijsku misao. Stoga je i Ministarstvo znanosti Republike Hrvatske Institut upisalo u registar znanstvenoistraživačkih organizacija za znanstvena područja filozofije, teologije i religijske kulture (znanosti).
Nakladnik je časopisa za filozofiju i religijske znanosti Obnovljeni Život, koji je kategoriziran kao a1 znanstveni časopis.

## Profesori na FTI-u
- Miljenko Belić, S.J. (1921. – 2008.)
- Predrag Belić, S.J. (1919. – 2003.)
- Rudolf Brajičić, S.J. (1918. – 2007.)
- Ivan Fuček, S.J. (1926. – 2020.)
- Marijan Gajšak, S.J. (1944. – 1993.)
- Anto Lozuk, S.J. (1949.- )
- Marko Matić, S.J. (1938.- )
- Mons. Valentin Pozaić, S.J. (1945.- )
- Alfred Schneider, S.J. (1931. – 1916.)
- Marijan Steiner, S.J. (1949.- )
- Antun Trstenjak, S.J. (1944.- )

## Vanjske poveznice
- Filozofsko-teološki institut Družbe Isusove u Zagrebu - FTI (službena stranica)
- Papinsko sveučilište Gregorjana u Rimu (službena stranica) kojem je affiliran FTI